# Lecimibid
Lecimibid ist eine fluorhaltige chemische Verbindung aus der Gruppe der Imidazole. Lecimibid hemmt in vitro selektiv in starker nicht-kompetitiver Weise die Acyl-CoA:Cholesterin-O-acyltransferase, kurz ACAT, mit einem IC50-Wert von 10 nM, gemessen an Mikrosomen aus der Rattenleber. Die Hauptfunktion des Enzyms ACAT ist die Veresterung des Cholesterins im Rahmen der intrazellularen Cholesterinhomeostasis und der Cholesterin-Resorption aus dem intestinalen Lumen (Darminnern).

## Eigenschaften
Lecimibid wird schlecht vom Körper resorbiert. Eine initiale Phase I-Studie zeigte 1994 nur einen geringen Effekt auf die Hemmung der Cholesterin-Absorption. Dies stieß die weitere Suche nach ACAT-Inhibitoren mit höherer Bioverfügbarkeit an.
Während Lecimibid auf die ACAT-Homologen in der Hefe Saccharomyces cerevisiae keinen Effekt hat, hemmt es die humane ACAT in vitro.

## Verwendung
Lecimibid wurde 2008 in Studien zwecks Arzneimittelentwicklung als Cholesterolsenker untersucht.

## Nachweis
Für den Nachweis von Lecimibid und dessen Sulphon- und Sulphoxid-Metabolite in humanem Plasma wurde von C.M. Lai et al. eine HPLC-Methode mit Fluoreszenzdetektion beschrieben.